# Betacell

En langerhansk ö som till 65-80 % utgörs av insulinproducerande betaceller.

Betacell (beta-cell, β-cell, B-cell) är en celltyp i pankreas (bukspottskörteln) som utgör 65-80% av den langerhanska öarna och som ansvarar för att reglera kroppens insulinnivå, vilken i sin tur styr halten av glukos (blodsocker) i kroppen.

## Funktion
Betaceller producerar peptidhormonet insulin som lagras i granula och som släpps ut i blodbanan (insöndras) vid höga halter av glukos och aminosyror. Insulin hjälper till att reglera blodsockernivån genom att öka inlagringen i muskler och fettvävnad där sockret lagras som glykogen respektive glycerol i triglycerider. Det finns en grundnivå av insulin i blodet vilken upprätthålls av pankreas men nivån kan ändras snabbt när plasmaglukoshalten stiger, genom att lagrat insulin utsöndras samtidigt som nytt produceras. Svarstiden på glukos är ca 10 minuter. 
En restprodukt vid insulintillverkningen, C-peptid, släpps ut samtidigt som insulinmolekylerna i samma omfattning som insulin men p.g.a. längre halveringstid så är C-peptid ett bättre mått på kroppens förmåga att producera insulin. 
β-celler producerar även amylin, även känt som IAPP (eng. islet amyloid polypeptid), en peptid med hittills okänd funktion.

## Patologi
- Typ 1-diabetes orsakas av en autoimmun nedbrytning av betacellerna. Betacellerna förstörs vilket gör att insulinproduktionen i kroppen minskar och till slut försvinner helt.

- Typ 2-diabetes beror på att cellerna ute i kroppen har fått en nedsatt känslighet för insulinet som betacellerna producerar. Detta kallas för insulinresistens. Det innebär att cellerna i kroppen, trots att det finns insulin i blodet, inte tar upp tillräckligt med glukos från blodet, vilket gör att blodsockernivån stiger.[3][4]

- Insulinom är en ovanlig tumör (vanligtvis benign) som utvecklas ur betaceller och som leder till återkommande och förlängda hypoglykemi-attacker, d.v.s. lågt blodsocker.